# Comitatul Dawson, Texas
Comitatul Dawson (în engleză Dawson County) este un comitat din statul Texas, Statele Unite ale Americii.